# Willi Bergmann
Willi Bergmann (Lebensdaten unbekannt; * in Dresden) war ein deutscher Fußballspieler.

## Karriere

### Vereine
Bergmann gehörte dem Eimsbütteler TV als Mittelfeldspieler an, für den er in der Saison 1941/42 in der Gauliga Nordmark, in einer von zunächst 16, später auf 23 aufgestockten Gauligen zur Zeit des Nationalsozialismus als einheitlich höchste Spielklasse im Deutschen Reich, Punktspiele bestritt. Am Saisonende setzte er sich mit seiner Mannschaft mit zwei Punkten Vorsprung vor dem Hamburger SV als Gaumeister durch. Mit diesem Erfolg war seine Mannschaft als Teilnehmer an der Endrunde um die Deutsche Meisterschaft qualifiziert, in der er am 24. Mai 1942 bei der 1:4-Niederlage im Achtelfinale gegen Werder Bremen zum Einsatz kam.

### Auswahlmannschaft
Als Spieler der Gauauswahlmannschaft Nordmark nahm er auch am Wettbewerb um den Reichsbundpokal teil. In der Saison 1941/42 erreichte seine Mannschaft nach Siegen im Achtel- und Viertelfinale das am 7. September 1942 im Berliner Poststadion angesetzte Halbfinale, das vor 15.000 Zuschauern mit dem Ergebnis von 1:1 n. V. keinen Sieger fand. Das am 27. September 1942 im Hamburger Stadion Hoheluft ausgetragene Wiederholungsspiel gewann er mit seiner Mannschaft mit 4:1 und zog somit ins Finale ein, das am 15. November 1942 im Essener Uhlenkrugstadion jedoch mit 1:2 gegen die Gauauswahlmannschaft Niederrhein verloren wurde.

## Erfolge
- Gaumeister Nordmark 1940, 1942
- Reichsbundpokal-Finalist 1942